# Oregón (Illinois)
Oregón es una ciudad ubicada en el condado de Ogle en el estado estadounidense de Illinois. En el Censo de 2010 tenía una población de 3721 habitantes y una densidad poblacional de 707,03 personas por km².

## Geografía
Oregón se encuentra ubicada en las coordenadas 42°0′46″N 89°20′9″O / 42.01278, -89.33583. Según la Oficina del Censo de los Estados Unidos, Oregón tiene una superficie total de 5.26 km², de la cual 5.09 km² corresponden a tierra firme y (3.35%) 0.18 km² es agua.

## Demografía
Según el censo de 2010, había 3721 personas residiendo en Oregón. La densidad de población era de 707,03 hab./km². De los 3721 habitantes, Oregón estaba compuesto por el 95.92% blancos, el 0.86% eran afroamericanos, el 0.13% eran amerindios, el 0.78% eran asiáticos, el 0% eran isleños del Pacífico, el 1.24% eran de otras razas y el 1.07% pertenecían a dos o más razas. Del total de la población el 4.19% eran hispanos o latinos de cualquier raza.